# Hypsilurus macrolepis
Espèce
Statut de conservation UICN

 NT  : Quasi menacé
Hypsilurus macrolepis est une espèce de sauriens de la famille des Agamidae.

## Répartition
Cette espèce est endémique des Salomon. Elle se rencontre à Makira, à Malaupaina, à Santa Ana et à Uki Ni Masi.
Sa présence à Santa Isabel est incertaine.

## Publication originale
- Peters, 1873 "1872" : Mittheilung über eine, zwei neue Gattungen enthaltende, Sammlung von Batrachiern des Hrn. Dr. O. Wucherer aus Bahia, so wie über einige neue oder weniger bekannte Saurier. Monatsberichte der Königlich Preussischen Akademie der Wissenschaften zu Berlin, vol. 1872, p. 768-776 (texte intégral).